# Depósito Legal
Depósito Legal, també coneguda com a Depo és una sala de concerts de l'Hospitalet de Llobregat que va obrir les portes el 16 de maig de 1985 i que està especialitzada en la música en directe. Durant els seus trenta anys de vida han tocat grups com El Columpio Asesino, Mojave 3 i punxa-discos com DJ Amable, Gato, Hal9000. El maig de 2015 va celebrar un festival especial per commemorar el seu 30è aniversari.